# آریستوت لوسینگا
آریستوت لوسینگا (انگلیسی: Aristote Lusinga؛ زادهٔ ۲۰ فوریهٔ ۱۹۹۰) بازیکن فوتبال اهل جمهوری کنگو است.
از باشگاه‌هایی که در آن بازی کرده‌است می‌توان به باشگاه فوتبال نانت اشاره کرد.
وی همچنین در تیم‌های ملی فوتبال France national under-16 football team و زیر ۱۷ سال فرانسه بازی کرده‌است.